# Аль-Ахли (футбольный клуб, Бенгази)
«Аль Ахли» (араб. الأهلي بنغازي‎) — ливийский футбольный клуб из города Бенгази. Основан в 1947 году. Выступает на стадионе «Уго Чавес», вмещающем 10 550 зрителей.

## Тренеры
| - Томсон (60-е) - Мохамед Абду Салех Эль-Вахш (1969—1972) - Николаэ Оаида (1972—1974) - Домагой Капетанович (1975) - Альберт Флориан (1978—1985) - Абдельджелиль Аль Хешани (1985—??) - Ахмед Бен Савед (1987—1988) - ?? (19??—1991) - Абдельджелиль Аль Хешани (1991—??) - Ахмед Бен Савед (1994—1995) - Саид Амара (1996—1999) |  | - Хассан Шехата (1999) - Ахмед Бен Савед (2004—2005) - Аль Таеб Абу Хафс (2005—2007) - Абдеррахман Мехдауи (2007—2008) - Драгхон (2008—2009) - Дутра Сантос (Авг 2009—Ноя 09) - Хелми Тулан (Ноя 2009—Дек 09) - Драгхон (Дек 2009— ?) |

## Достижения
- Премьер-лига Ливии: 4

1969/70, 1971/72, 1974/75, 1991/92
3 место (11): 1963/64, 1968/69, 1970/71, 1972/73, 1975/76, 1984/85, 1987/88, 1998/99, 2008/09, 2009/10
Полуфиналист (7): 1963/64, 1975/76, 1982/83, 1984/85, 1985/86, 1990/91, 1995/96,
- Кубок Ливии: 2

1984, 1996
- Libyan Eastern Championship: 6

1957, 1960, 1963, 1964, 1968, 1970
- Чемпионат Бенгази: 4

1950, 1951, 1954, 1956

## Международные соревнования
- Лига чемпионов КАФ: 2

2001 — Первый раунд
2010 — Preliminary Round
- Кубок Конфедерации КАФ: 1

2009 — Второй раунд
- Клубный кубок африки: 3

1971: Первый раунд
1973: Второй раунд
1976: Первый раунд
- Кубок КАФ: 1

1999 — Первый раунд
- Кубок обладателей кубков КАФ: 2

1981 — Первый раунд
1992 — Первый раунд